# 2022年北京オリンピックのマダガスカル選手団
2022年北京オリンピックのマダガスカル選手団は、2022年2月4日から2月20日まで中華人民共和国の北京で開催された2022年北京オリンピックのマダガスカル選手団の名簿。

## 選手団
- 人員: 選手 2人
- 開会式旗手: マチュー・ノイミュラー、ミアリティアナ・クレール
- 閉会式旗手: マチュー・ノイミュラー

## 種目別選手・スタッフ名簿及び成績

### アルペンスキー
| 選手                     | 種目       | 1回目     | 1回目    | 2回目     | 2回目    | 合計      | 合計     |
| 選手                     | 種目       | 結果      | 順位     | 結果      | 順位     | 結果      | 順位     |
| ------------------------ | ---------- | --------- | -------- | --------- | -------- | --------- | -------- |
| マチュー・ノイミュラー   | 男子大回転 | 途中棄権  | 途中棄権 | 途中棄権  | 途中棄権 | 途中棄権  | 途中棄権 |
| マチュー・ノイミュラー   | 男子回転   | 1分07秒90 | 48位     | 1分02秒88 | 43位     | 2分10秒78 | 41位     |
| ミアリティアナ・クレール | 女子大回転 | 1分08秒71 | 52位     | 1分07秒31 | 42位     | 2分16秒02 | 41位     |
| ミアリティアナ・クレール | 女子回転   | 1分02秒22 | 51位     | 1分00秒66 | 43位     | 2分02秒88 | 43位     |